# 黎復登
黎復登（1432年—？），字繼之，四川重慶府長壽縣人，軍籍，明朝政治人物。

## 生平
景泰七年（1456年）丙子科四川鄉試第一名舉人（解元），成化十四年（1478年）中式戊戌科會試第一百一名，二甲第九名進士。官至戶部員外郎。

## 家族
曾祖黎廣；祖父黎愷；父黎雍，母張氏。弟黎復增。
子黎臣，成化二十三年進士。